# Phlebopterum viridis
Phlebopterum viridis är en insektsart som beskrevs av Melichar 1902. Phlebopterum viridis ingår i släktet Phlebopterum och familjen Flatidae. Inga underarter finns listade i Catalogue of Life.